# DeShawn Stevenson
DeShawn Stevenson (Fresno, 3 de abril de 1981) é um ex-jogador norte-americano de basquete profissional que atuou na  National Basketball Association (NBA). Foi o número 23 do Draft de 2000 e campeão com o Dallas Mavericks.

## Estatísticas

### Temporada regular
| Ano     | Equipe     | PJ  | PT  | MPP  | %TC  | %3P  | %TL  | RPP | APP | ROB | TPP | PPP  |
| ------- | ---------- | --- | --- | ---- | ---- | ---- | ---- | --- | --- | --- | --- | ---- |
| 2000–01 | Utah       | 40  | 2   | 7.3  | .341 | .083 | .684 | .7  | .5  | .2  | .1  | 2.2  |
| 2001–02 | Utah       | 67  | 23  | 16.9 | .385 | .080 | .698 | 2.0 | 1.7 | .4  | .4  | 4.9  |
| 2002–03 | Utah       | 61  | 8   | 12.5 | .401 | .333 | .691 | 1.4 | .7  | .4  | .1  | 4.6  |
| 2003–04 | Utah       | 54  | 54  | 28.0 | .445 | .233 | .669 | 3.3 | 1.7 | .5  | .3  | 11.4 |
| 2003–04 | Orlando    | 26  | 24  | 35.9 | .404 | .293 | .690 | 4.6 | 2.5 | .9  | .0  | 11.2 |
| 2004–05 | Orlando    | 55  | 27  | 19.8 | .408 | .373 | .554 | 1.9 | 1.3 | .3  | .2  | 7.8  |
| 2005–06 | Orlando    | 82  | 82  | 32.3 | .460 | .133 | .744 | 2.9 | 2.0 | .7  | .2  | 11.0 |
| 2006–07 | Washington | 82  | 82  | 29.5 | .461 | .404 | .704 | 2.6 | 2.7 | .8  | .2  | 11.2 |
| 2007–08 | Washington | 82  | 82  | 31.3 | .386 | .383 | .797 | 2.9 | 3.1 | .8  | .2  | 11.2 |
| 2008–09 | Washington | 32  | 25  | 27.7 | .312 | .271 | .533 | 2.4 | 3.1 | .7  | .1  | 6.6  |
| 2009–10 | Washington | 40  | 13  | 15.4 | .282 | .177 | .720 | 1.6 | 1.1 | .3  | .1  | 2.2  |
| 2009-10 | Dallas     | 24  | 5   | 11.1 | .283 | .320 | .700 | 1.1 | .5  | .2  | .0  | 2.0  |
| 2010–11 | Dallas     | 72  | 54  | 16.1 | .388 | .378 | .767 | 1.5 | 1.1 | .3  | .1  | 5.3  |
| 2011–12 | New Jersey | 51  | 30  | 18.8 | .285 | .283 | .563 | 2.0 | .8  | .4  | .1  | 2.9  |
| 2012-13 | Atlanta    | 56  | 31  | 20.7 | .374 | .364 | .522 | 2.2 | .9  | .5  | .1  | 5.1  |
| Total   |            | 824 | 542 | 22.3 | .406 | .340 | .698 | 2.2 | 1.6 | .5  | .2  | 7.2  |

### Playoffs
| Ano   | Equipe     | PJ | PT | MPP  | %TC  | %3P  | %TL   | RPP | APP | ROB | TPP | PPP  |
| ----- | ---------- | -- | -- | ---- | ---- | ---- | ----- | --- | --- | --- | --- | ---- |
| 2001  | Utah       | 1  | 0  | 8.0  | .500 | .000 | .000  | 1.0 | .0  | .0  | .0  | 2.0  |
| 2003  | Utah       | 4  | 0  | 9.3  | .400 | .000 | 1.000 | 1.8 | 1.0 | .3  | .0  | 4.5  |
| 2007  | Washington | 4  | 4  | 30.5 | .196 | .158 | .429  | 2.5 | 1.8 | .5  | .8  | 6.0  |
| 2008  | Washington | 6  | 6  | 32.7 | .367 | .389 | .889  | 2.2 | 3.0 | 1.0 | .0  | 12.3 |
| 2010  | Dallas     | 2  | 0  | 3.0  | .000 | .000 | .000  | .0  | .0  | .0  | .0  | .0   |
| 2011  | Dallas     | 21 | 18 | 15.8 | .349 | .397 | .750  | .9  | .6  | .5  | .1  | 4.5  |
| 2013  | Atlanta    | 4  | 0  | 11.3 | .600 | .600 | .000  | 2.5 | .3  | .0  | .0  | 2.3  |
| Total |            | 42 | 28 | 17.8 | .327 | .353 | .791  | 1.4 | 1.0 | .5  | .1  | 5.3  |